# لايك إ-فيشهوك فيليج
لايك إ-فيشهوك فيليج (بالإنجليزية: Like-a-Fishhook Village)، كانت عبارة عن مستوطنة أمريكية أصلية بجوار حصن بيرثولد في داكوتا الشمالية، أسستها عصابات مُنشقة من القبائل الثلاثة المنتسبة الماندان وأريكارا وهيداتسا. تشكلت في عام 1845، وكان يسكنها في نهاية المطاف التجار غير الهنود، وأصبحت مهمة في التجارة بين السكان الأصليين وغير الأصليين في المنطقة.

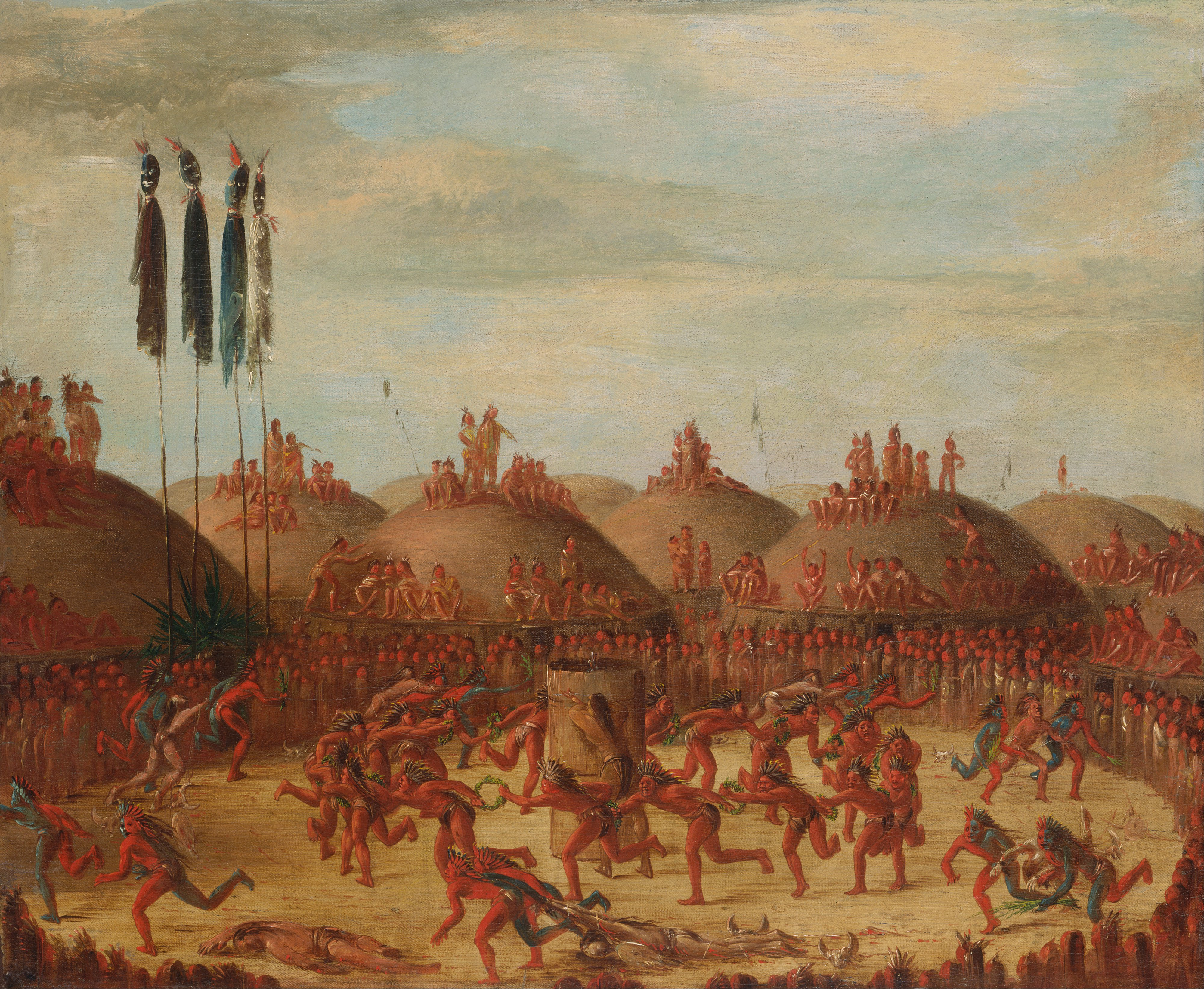
لوحة فنية بأسم السباق الأخير مشروع جوجل أرت. قرية الهنود في ولاية ميسوري العليا يعيشون في مدن النزل الأرض

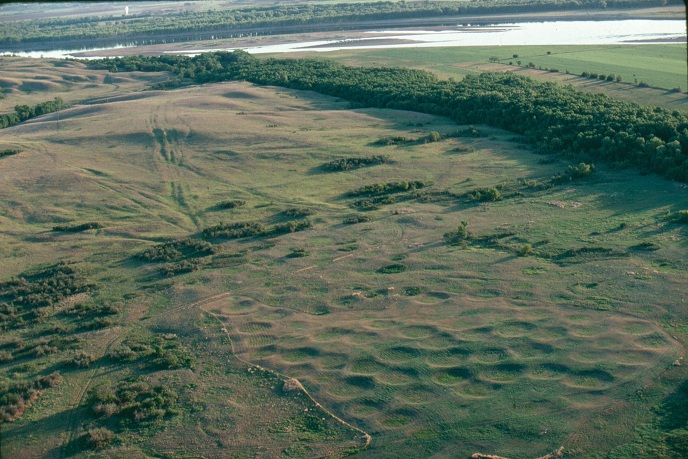
بيغ-هيداتسا. منظر جوي لقرية هيداتسا القديمة المسماة هيداتسا الكبيرة في نهر السكين. يظهر موقع لودج الأرض. أجبر قلة الأخشاب والاعتداءات التي قام بها شعب سو على بناء قرية جديدة في لايك إ. فيشهوك.

تأسست القرية بعد ثماني سنوات من وباء الجدري في 1837 تم تخفيض أعداد المنشق في المنطقة ماندان إلى حوالي 125، تأثر سكان هيداتسا ايضاً لكن ليس بشدة تم ضم فرقتي ماندان وهيداتسا لاحقًا بواسطة اريكارا بعد 18 عامًا من بناء القرية.تم هجر القرية، التي تتكون من مساكن ترابية وكابينات خشبية، في منتصف الثمانينيات من القرن التاسع عشر. لقد فقد موقع قرية الخطاف عندما أُمر بناء سد غاريسون في المنطقة لإنشاء بحيرة ساكاجاويا في عام 1954.

## قرار الانتقال
قد عانَت قبائلهم الكثير من المتاعب بسبب الأعداء (عصابات سو) بعد عام الجدري. قالت امرأة من هيداتسا إنه كان هناك مصدر قلق أخر لهيداتسا والماندان هو كمية الخشب المتضائلة حيث انهم كانوا يعيشون في هيداتسا الكبيرة عند نهر نيف. اغلبية القبائل وافقت على بناء مستوطنة جديدة مشتركة بجانب نهر ميزوري. بقي عدد قليل من سكان الماندان مع البعض من سكان الاريكارا في قرية ميتوتانكا الرئيسية السابقة في الماندان. استمرت الحياة في قرية ماندان الجديدة كالمعتاد حتى أوائل ستينيات القرن التاسع عشر، توقف عدد من الهيداتسا عن الزراعة وانضموا إلي طاقم نهر يلوستون.

## الهجرة
بدأت الهجرة في ربيع عام 1844، بقيادة رئيس هيداتسا الرابع ونهر ورئيس نهر ميزوري (رجل الطب). رفع الناس معسكرًا على ضفاف ميزوري الشمالية في نقطة تسمى «لايك فيشوك». وكان الاسم بسبب منحنى غريب من النهر. عرف أيضا المكان باسم «الدب الراقص».

## مقدمة

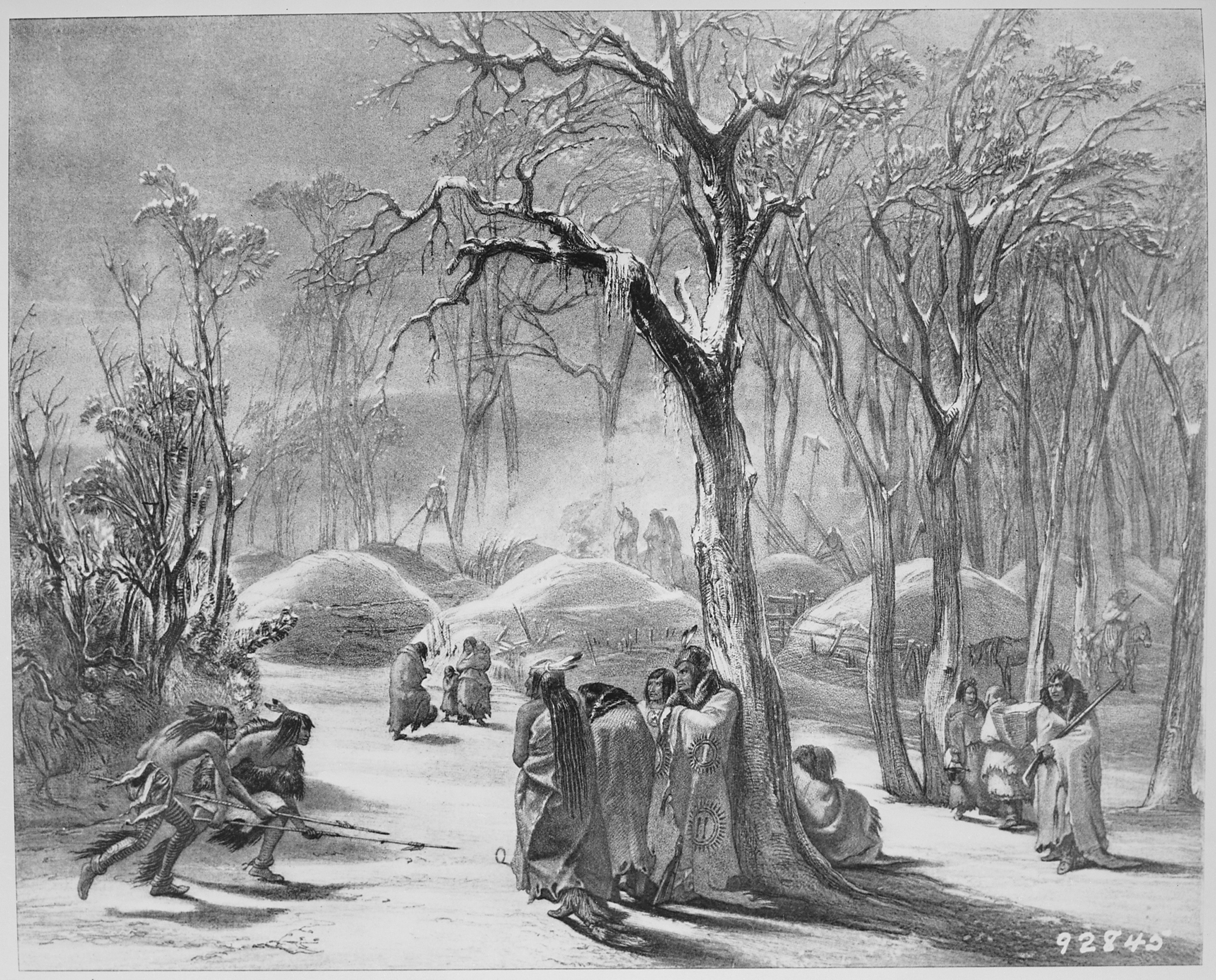
قرية الشتاء من المانيتاري (هيداتسا) في إقليم داكوتا الشمالية، 1833 - نارا. كان نزل الأرض في قرية الشتاء صغيرة وتستخدم فقط بضعة أشهر في السنة. في بعض الأحيان ، جرف نهر ميزوري القرية في فصل الربيع.

بعد فترة وجيزة من وصولهم إلى منحنى فيشهوك، بدأت الأُسر في تطهير الحقول والحدائق. الخضروات كانت تقع في قاع النهر القريب. وقد أعد مؤسسو القرية للبناء حولها مساكن ترابية على شكل قبة مع إطار داخلي من الخشب خلال فصل الخريف، أمضوا موسم البرد في المخيمات الشتوية، وتبدأ أعمال البناء الثقيلة في العام المقبل.

## موقع القرية
الرئيس الرابع وضع حدود القرية بجانب نهر ميزوري. وكان يغني وهو يمشي وقال «أريد أن أمتلك القرية هنا حتى يزداد شعبي ويصبحوا آمنين».

## القرية الجديدة

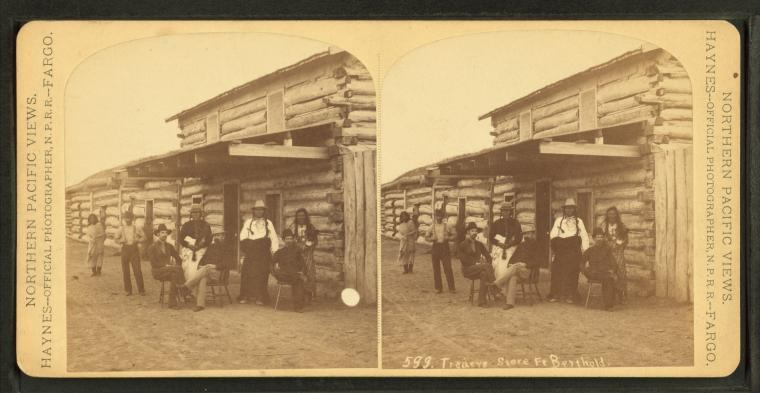
متجر التجار. برتولد. (الأمريكيين الأصليين والأوروبيين في مركز التداول.) ، بقلم هاينز ، ف. جاي (فرانك جاي). أبلغ هنري بولر أن أكثر المشتريات شيوعًا كانت القهوة والسكر والشاي والحلوى والفواكه المجففة.

كانت الساحة المركزية في القرية ابتكارًا لهيداتسا، ولكن تقليدًا من الماندان. كان لارزهم المقدس مكانه في الوسط. لقد صنعوا مأوى احتفالي بجوار الساحة واستخدموه خلال الاحتفالات. كان مبنى الدواء عادة قابلاً للاكتشاف حسب حجمه وواجهته المسطحة، لكن أحد الزوار وصف المبنى الموجود في قرية فيشهوك بأنه «مستدير». كان لدى هديستا مبني الاحتفال الخاص بهم والذي كانوا يأجرونه.
كانت القرية الجديدة تتألف من حوالي 70 نزلًا ترابيًا، مع منازل رجال كبار تواجه الساحة. كانت إطارات التجفيف للمنتجات من الحدائق مرئية في كل مكان. مخابئ في الأرض كانت مخابئ لتخزين حصاد الصيف. يمكن حفر المخابئ داخل النزل وكذلك خارجها". غالبًا ما يتركون مفتوحين [عندما يكونون فارغين].
كان الناس يتاجرون مع حصن بيرثولد الذي أنشئ حديثًا خارج السور الشمالي مباشرةً. وكان معظم سكانها من ماندان وهيداتسا كان يوجد بها سكان أكثر من أي مدينة أخرى.

## خمسينيات القرن التاسع عشر.

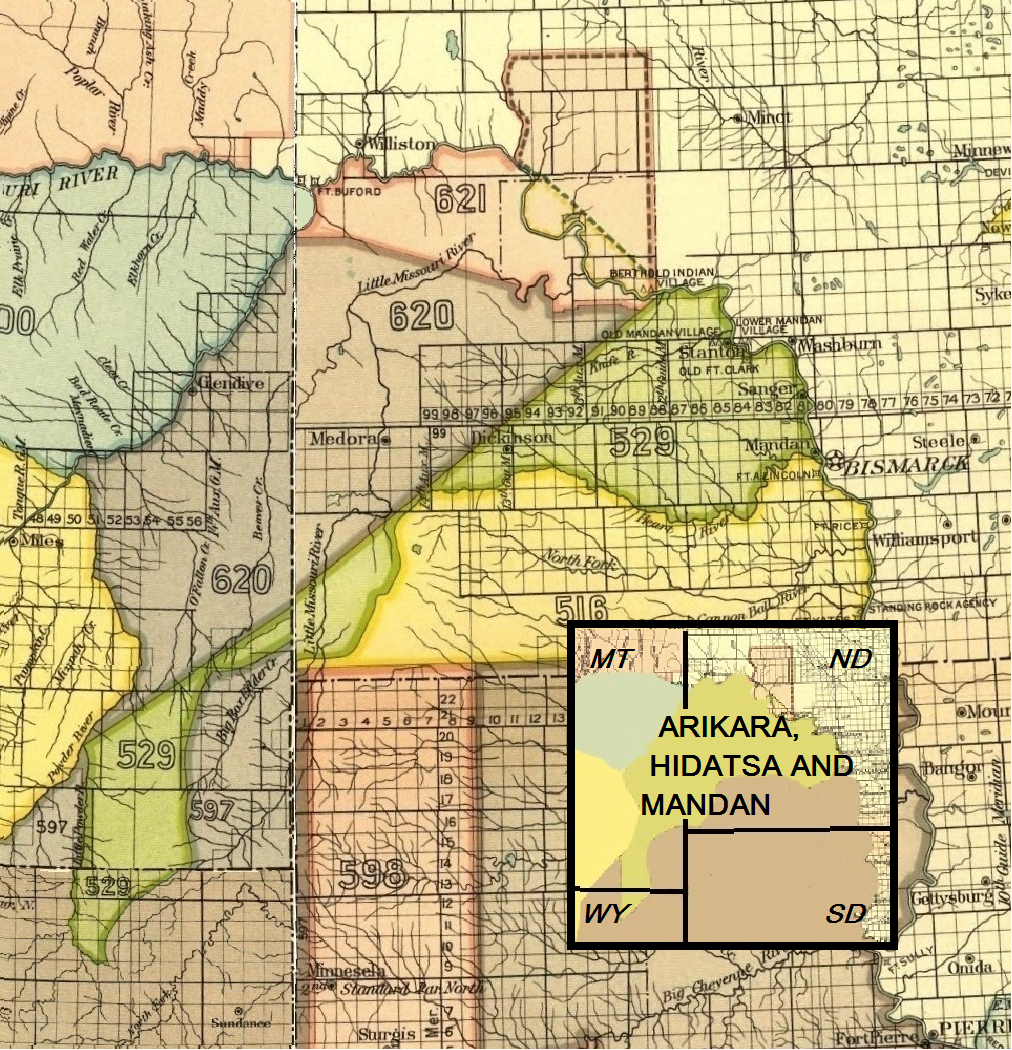
أريكارا وهيداتسا وماندان 1851 إقليم معاهدة. (المناطق 529 و 620 و 621 جنوب ميسوري)

دُمرت المحاصيل بسبب الجراد وعواصف البرد في عامي 1853 و1856.

## مدينة الأشباح
قانون دوز تسبب في انهيار قرية فيشهوك في 1886.
وكان العديد من أريكارا قد تولى بالفعل الزراعة على قطع الأراضي الفردية. كان ربع القرية مهجورًا ودمرت منازلهم. بعد سنوات قليلة فقط ما زال بعض كبار السن من ماندان في القرية يتبعون أسلوب حياتهم التقليدي. قاد رئيس هيداتسا الفقراء وقام بهجرة شعبه إلي اماكن جديدة. الهنود الأكبر سناً، الذين جاءوا من قرية فيشهوك، يجدون حياتهم في المخصصات وحيدة إلى حد ما. غالبًا ما تكون الكبائن على بعد ميلين أو ثلاثة "مرتبط بالهيداتسا الهندي غود بيرد في عام 1914. لم يعد الماندان وهيداتسا وأريكارا من هنود القرية.